# Daniel L. Stein
Daniel L. Stein (* 19. August 1953 in New York City) ist ein US-amerikanischer Festkörperphysiker.
Stein studierte Physik und Mathematik an der Brown University mit dem Bachelor-Abschluss 1975 und an der Princeton University mit dem Master-Abschluss 1977 und der Promotion bei Philip Warren Anderson 1979. Er wurde 1980 Assistant Professor in Princeton, was er bis 1987 blieb. Danach war er Associate Professor und ab 1993 Professor an der University of Arizona (ab 1995 Leiter der Physik-Fakultät und zusätzlich ab 1997 Mathematikprofessor) und außerdem am Santa Fe Institute (ab 1989 External Faculty, ab 1991 Mitglied des Scientific Board, ab 1999 im Scientific Steering Committee). Ab 2005 war er Professor an der New York University. 2006 bis 2012 war er dort Dekan für Naturwissenschaften (Dean of Science).
1984 bis 1986 war er außerdem an den ATT Bell Laboratories und 1980 Berater am Xerox Palo Alto Research Center. In den 1990er Jahren war er Trustee in der  Space Launch Strategy Task Force und dem Defense Science Board des Aspen Center for Physics. 1988 (und 1990 bis 1998) war er erster Direktor der Complex Systems Summer School am Santa Fe Institute.
Er befasste sich vor allem mit Spingläsern und ähnlichen ungeordneten Systemen, stochastische Prozessen in Nichtgleichgewichtssystemen (zum Beispiel „Entkommen“ bei großen Fluktuationen) und Proteindynamik. Mit Charles M. Newman untersuchte er kurzreichweitige Spingläser und führte den Newman-Stein-Metazustand ein zur Untersuchung der Thermodynamik ungeordneter Systeme. Bekannt ist er auch für eine Untersuchung mit Anderson und Elihu Abrahams und Richard G. Palmer über hierarchische Dynamik glasartiger Systeme von 1984. Er befasste sich auch mit Nanodrähten und Nanomagneten, amorphen Halbleitern, Quantenflüssigkeiten, Topologie von Räumen von Ordnungsparametern, Flüssigkristallen, Neutronensternen und Astroteilchenphysik.
Er ist Fellow der American Physical Society und der American Association for the Advancement of Science. 1985 war er Sloan Research Fellow und 2014/15 Guggenheim Fellow.
Er ist seit 1986 verheiratet und hat zwei Töchter.

## Schriften (Auswahl)
- mit Richard G. Palmer, Elihu Abrahams, P. W. Anderson: Models of Hierarchically Constrained Dynamics for Glassy Relaxation, Phys. Rev. Lett. Band 53, 1984, S. 958–961
- A Model of Protein Conformational Substates,  Proc. Nat. Acad. Sci., Band 82, 1985, S. 3670–3672
- mit A. T. Ogielski: Dynamics on ultrametric spaces, Phys. Rev. Lett., Band 55, 1985, S. 1634
- Spin Glasses, Scientific American, Juli 1989, S. 52
- mit R. S. Maier: Effect of Focusing and Caustics on Exit Phenomena in Systems Lacking Detailed Balance, Phys. Rev. Lett., Band 71, 1993, S. 1783–1786
- mit Charles M. Newman: Non-Mean-Field Behavior of Realistic Spin Glasses, Phys. Rev. Lett., Band 76, 1996, S. 515–518
- mit Charles M. Newman: Spatial inhomogeneity and thermodynamic chaos, Phys. Rev. Lett., Band 76, 1996, S.  4821–4824.
- mit Charles M. Newman: Metastate approach to thermodynamic chaos, Phys. Rev. E, Band 55, 1997, S. 5194–5211.

mit Charles M. Newman: Thermodynamic chaos and the structure of short-range spin glasses, in: A. Bovier, P. Picco (Hrsg.), Mathematics of Spin Glasses and Neural Networks, Birkhauser, 1998, S. 243–247.
- mit Charles M. Newman: Topical Review: Ordering and Broken Symmetry in Short-Range Spin Glasses, Journal of Physics: Condensed Matter, Band 15, 2003, R1319–R1364
- mit J. Buerki, C. A. Stafford: Theory of Metastability in Simple Metal Nanowires,  Phys. Rev. Lett., Band 95, 2005, S. 090601-1–090601-4
- mit Kirsten Martens, A. D. Kent: Magnetic Reversal in Nanoscopic Ferromagnetic Rings, Phys. Rev. B, Band  73, 2006, S.  054413-1–054413-10
- mit Charles M. Newman: Spin glasses and complexity, Princeton UP 2013